# 나가하라촌 (니가타현)
나가하라촌(長原村)은 니가타현 가리와군에 설치되었던 촌이다. 현재의 가시와자키시, 가리와촌에 해당한다.